# Schaska
Schaska, eigentlich schaska,  ist ein abstraktes Brettspiel des Spieleautors Emil Galli für zwei Spieler aus dem Jahr 1973. Das Spiel erschien in der ersten Version beim Otto Maier Verlag Ravensburg, heute Ravensburger, im Rahmen der Traveller-Serie des Verlags.

## Thema und Ausstattung
Schaska ist ein strategisches Spiel auf einem Spielbrett, das durch austauschbare Teile variabel gestaltet wird. Dabei versuchen die beiden Spieler über einen schlangenförmigen Weg jeweils möglichst schnell mit ihren Figuren das Startfeld des Gegners zu erreichen und so das Spiel zu gewinnen. Das Spielmaterial besteht neben der Spielanleitung aus einem Spielplan mit fünf auswechselbaren Teilen aus Kunststoff sowie je sieben Spielfiguren, Pöppel, in zwei Spielerfarben. Das Spielfeld besteht aus einem Weg mit 35 Feldern, die in fünf Reihen von je sieben Feldern angeordnet sind. An jedem Feld ist in beide mögliche Zugrichtungen angegeben, wie viele Felder eine Figur von hier aus ziehen darf, wobei grüne Augen für Vorwärtsschritte und rote Augen für Rückwärtsschritte stehen.

## Spielweise
Zu Beginn des Spiels wird der Spielplan für die folgende Runde vorbereitet. Dafür werden die fünf losen Teile gemischt und in zufälliger Reihenfolge in den Mittelteil des Spielfeldes platziert. Jeder Spieler bekommt ein Set aus sieben Spielfiguren und stellt sie an seinem Startfeld auf.
Die beiden Spieler spielen gegeneinander. Dabei beginnt ein Spieler, laut Spielanleitung der jüngere, und setzt eine seiner Spielfiguren auf das erste Feld des Spielplans, das bei beiden Spielern mit zwei einzelnen Augen bedruckt ist. Danach macht der Gegner den gleichen Eröffnungszug und der Startspieler startet seinen zweiten Zug, indem er seine Figur um die angegebene Augenzahl vorwärts bewegt. So lange das Startfeld besetzt ist, kann keine neue Figur eingesetzt werden. Die Spieler ziehen nun abwechselnd, dabei besteht Zugzwang. Sie können entweder eine Figur um die auf dem aktuellen Feld einer Figur angegebene Augenzahl bewegen oder eine neue Figur ins Spiel bringen. Bei einer Bewegung werden Felder, die von eigenen oder gegnerischen Figuren besetzt sind, übersprungen und dabei nicht gezählt, wodurch auch bei kleinen Augenzahlen größere Strecken zurückgelegt werden können.
Sobald ein Spieler mit einer Figur die Spielplanmitte und damit die Hälfte der Laufstrecke überschreitet, muss er alle seine noch außerhalb des Spielfeld befindlichen Figuren ins Spiel bringen, bevor er mit der vordersten Figur weiter ziehen darf. Sollte ein Spieler blockiert sein und mit keiner Figur mehr ziehen können, hat er das Spiel verloren.

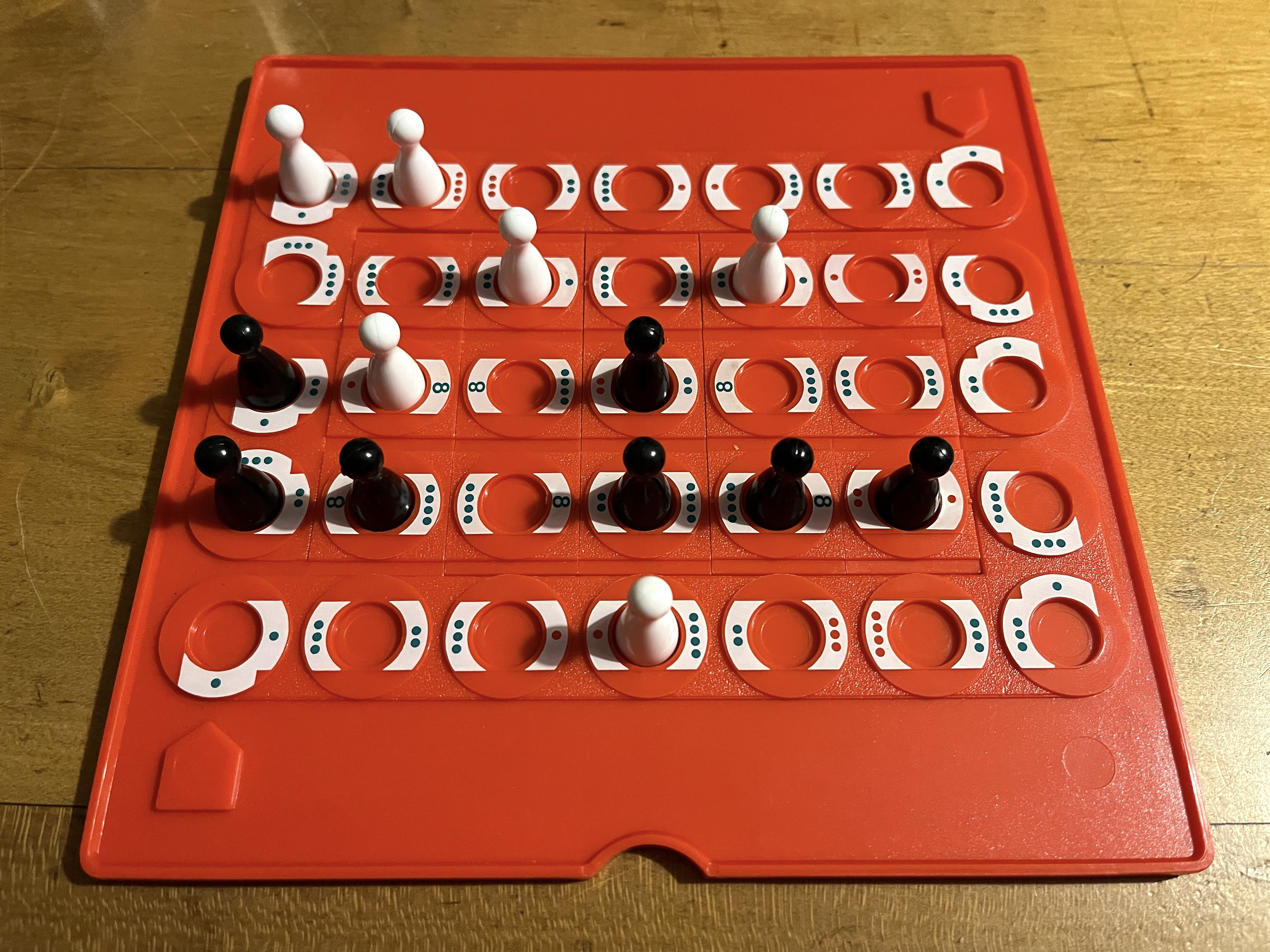
schaska, Spielsituation

Das Spiel endet, wenn entweder ein Spieler blockiert ist und nicht mehr ziehen kann oder wenn es einem Spieler gelingt, das Startfeld des Gegners mit allen seinen Figuren zu erreichen; dabei muss das Ziel nicht korrekt getroffen werden, überfällige Punkte verfallen, und das Startfeld wird durch dort stehende Figuren nicht blockiert. Dieser Spieler gewinnt das Spiel.

## Ausgaben
Das Spiel wurde von dem Spieleautor Emil Galli entwickelt und erschien 1973 beim Otto Maier Verlag Ravensburg im Rahmen der Traveller-Serie des Verlags. Eine zweite Auflage erschien 1974 in der gleichen Serie mit etwas dickerer Schachtel.
In einer Rezension auf spielphase.de wird das Spiel wie folgt kommentiert:

„Schaska macht Spaß, sind die Regeln doch einfach, aber fesselnd. Ständig ist man am Taktieren, um dem Gegner keine weiten Sprünge zu erlauben, jedoch selbst in gute Positionen zu kommen. Selbst nach schwachem Start kann ein Spieler noch gut aufholen und gewinnen. Der variable Spielplan läßt zudem keine festgefahrenen Taktiken auf dem Spielbrett zu, zumindest nicht im Mittelteil.“

## Belege
1. 1 2 3 4 5 6 7  Spieleanleitung schaska. Otto Maier Verlag Ravensburg, 1973
2. 1 2  Schaska, zeitgenössische auf spielphase.de, ohne Datum; abgerufen am 13. März 2022.
3. ↑  Versionen von schaska in der Spieledatenbank BoardGameGeek (englisch); abgerufen am 13. März 2022.
4. ↑  Wieland Herold: Ravensburger Traveller in „Mit 80 Spielen durch das Jahr“, 9. April 2021; abgerufen am 13. März 2022.